# Konfederatka

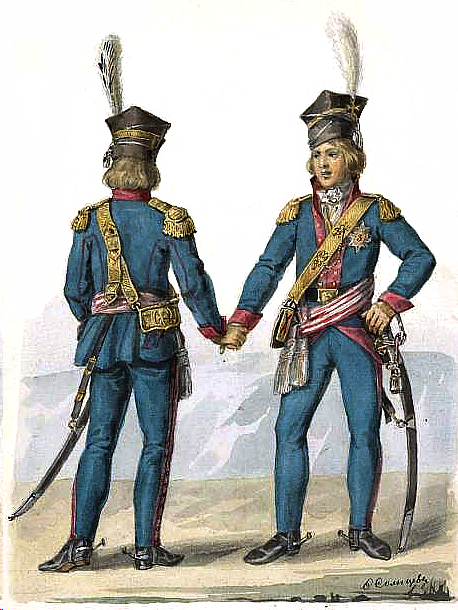
Polnische Soldaten mit Konfederatka

Die Konfederatka (im Polnischen auch rogatywka, „Eckenmütze“) ist eine traditionelle Mütze der Polen. Sie kommt auch als militärische Kopfbedeckung zum Einsatz.

## Geschichte

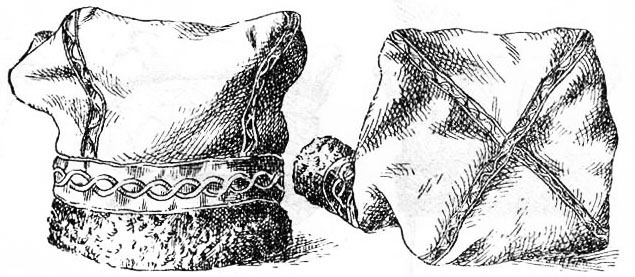
Die Polnische Adelige Rogatywka

Die Konfederatka hat ihre Ursprünge bei den Adeligen Konföderationen, vor allem bei der Konföderation von Bar war diese Mütze sehr beliebt, daher auch der Name.
1776 erließ der Polnische Reichstag ein Gesetz, was die Uniformierung für jede Wojewodschaft homogenisierte. Zur Tracht gehörte auch die Konfederatka.
Getragen wurde die hohe Konfederatka auch von polnischen Ulanen, die während der Koalitionskriege in der Polnischen Legion für Napoleon Bonaparte kämpften. In ganz Europa wurde sie zum Vorbild für die Tschapka. Entstanden ist sie vermutlich aus der traditionellen Kopfbedeckung der Bauern aus der Gegend um Krakau, die unter dem Namen krakuska bekannt ist und eine geringere Höhe hat.
Die Konfederatka hat typischerweise einen viereckigen Deckel. Unten ist sie oft mit Pelz verbrämt oder weist einen besonders hohen Mützensteg auf, der bei militärischen Verwendungen zum Anbringen von verschiedenen Abzeichen verwendet wird. Moderne Fassungen haben einen schwarzen Lederschirm, über dem ein hochgeklappter Kinnriemen verläuft.

## Bedeutung

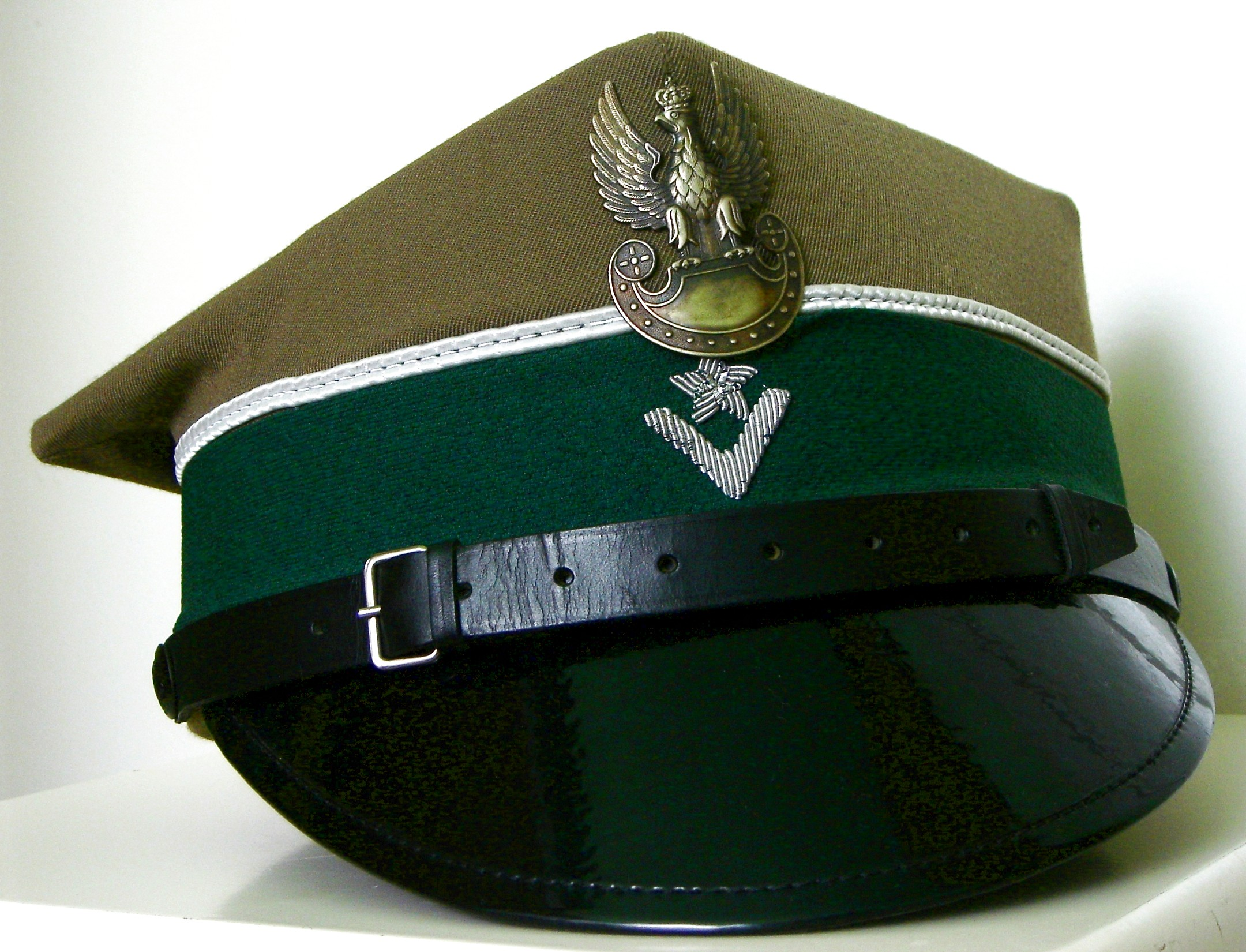
Heutige Konfederatka

Die Mütze wurde in verschiedenen Phasen der Geschichte als Ausdruck des polnischen Nationalgefühls verwendet, so zum Beispiel während des Aufstandes 1830 gegen Russland (Novemberaufstand) und während der revolutionären Zeiten um 1848.
Nach dem Zweiten Weltkrieg wurde die Mütze als Uniformbestandteil von den Kommunisten abgeschafft, von General Jaruzelski in den 1980er Jahren aber wieder eingeführt. 1961 wurde die sogenannte Feldeckenmütze eingeführt, die aus dem gleichen Material wie die Felduniform hergestellt wurde. Diese Mütze war außer beim Militär auch bei der Milicja Obywatelska und der Feuerwehr in Gebrauch. In den 1990ern wurde diese beim Militär durch das Barett ersetzt.
In den Jahren während und nach den napoleonischen Kriegen bis etwa 1820 wurde die Konfederatka auch als Bestandteil der studentischen Tracht in Deutschland getragen. In Königsberg i. Pr. war sie bis in die 1850er Jahre als Studentenmütze verbreitet.